# Ruslan Agalarov
Ruslan Agabekovič Agalarov (in russo Руслан Агабекович Агаларов?; Machačkala, 21 febbraio 1974) è un allenatore di calcio ed ex calciatore sovietico, dal 1991 uzbeko, di ruolo centrocampista.

## Biografia
Anche suo figlio Gamid ha intrapreso la carriera di calciatore.